# Mario Ludovico Bergara
Mario Ludovico Bergara Medina (1. december 1937 - 28. december 2001) var en uruguayansk fodboldspiller (angriber).
Bergara spillede 15 kampe og scorede seks mål for det uruguayanske landshold. Han var en del af landets trup til VM 1962 i Chile, og spillede én af landets kampe i turneringen.. På klubplan spillede han blandt andet for Montevideo-storklubberne Nacional og Wanderers.